# Bufo variegatus
Bufo variegatus là một loài cóc trong họ Bufonidae.
Nó được tìm thấy ở Argentina và Chile.
Các môi trường sống tự nhiên của chúng là rừng cận Nam cực, rừng ôn đới, vùng cây bụi cận Nam cực, đài nguyên, đầm nước, và đầm nước ngọt có nước theo mùa.